# Sasameki Koto
Sasameki Koto (яп. ささめきこと) — манга Такаси Икэды в жанре юри, публикующаяся в журнале Comic Alive издательства Media Factory. Выходит с мая 2007 года в 9 томах, также была издана шестью отдельными томами (танкобонах). По мотивам манги было сделано одноимённое аниме, трансляция которого продолжалась с 7 октября 2009 года на японском телеканале TV Tokyo.

## Сюжет
Действие происходит в старшей школе. Главная героиня, пятнадцатилетняя Сумика Мурасамэ, тайно влюблена в свою лучшую подругу Усио Кадзаму. Усио тоже нравятся девушки, но только «кавайные» и «маленькие», в то время как Сумика староста класса, высока ростом и находится в хорошей физической форме.